# Benito Juárez, Tapachula
Benito Juárez är en ort i Mexiko.   Den ligger i kommunen Tapachula och delstaten Chiapas, i den sydöstra delen av landet, 900 km sydost om huvudstaden Mexico City. Benito Juárez ligger 774 meter över havet och antalet invånare är 173.
Terrängen runt Benito Juárez är kuperad åt sydväst, men åt nordost är den bergig. Runt Benito Juárez är det ganska tätbefolkat, med 179 invånare per kvadratkilometer. Närmaste större samhälle är Huixtla, 19,5 km väster om Benito Juárez. I omgivningarna runt Benito Juárez växer i huvudsak städsegrön lövskog.